# Seututie 213
Pour les articles homonymes, voir Route 213.
La route régionale 213 (finnois : Seututie 213) est une route régionale allant de Ypäjä jusqu'à Säkylä en Finlande.

## Description
La route régionale 213 commence à partir de la route nationale 10 à Ypäjä entre Turku et Hämeenlinna  dans le Kanta-Häme.
Elle s'étend principalement dans la région de Loimaa en Finlande-Propre et se termine à la route régionale 204 à Huovinrinne dans la municipalité de Säkylä dans le Satakunta. 
La route est longue de 61 kilomètres.

## Parcours
- Palikkala
- Ypäjä
- Loimaa
- Hirvikoski
- Alastaro
- Virttaa
- Huovinrinne
- Pyhäjoki, Säkylä